# الخدمة العسكرية في كوريا الجنوبية
الخدمة العسكرية في كوريا الجنوبية هي فترة خدمة في صفوف الجيش يأديها المواطنون الرجال إجباريا والنساء تطوعا، وتختلف مدتها من بلد لآخر وداخل نفس البلد.

## مدة الخدمة
في كوريا الجنوبية مدتها سنتين تقريبا وتختلف حسب نوع الجيش:
- جيش ومشاة البحرية: 21 شهر.
- القوات البحرية: 23 شهر.
- القوات الجوية: 24 شهر.
- خدمة غير نشيطة/خدمة مدنية: 24 إلى 36 شهرا.

## أنواع الخدمة العسكرية
هناك نوعان من الخدمة العسكرية في كوريا الجنوبية:
1. خدمة عسكرية نشيطة:
تضم إضافة ٱلى الخدمة النشيطة، 5 أسابيع من التدريب، يتلقى خلالها المتقدم للخدمة تدريبا حسب الخدمة والدرجة التي سيخدم بها.
2. خدمات عامة:
العمل في محطات السابواي، مواقف السيارات أو موضف للدولة والحكومة.

## كيفية إقرار نوع الخدمة
يجري كل متقدم للخدمة بين عمر 19 و 30 عاما اختبارا بدنيا يتم حسبه وضع درجة له من 1 إلى 7.
المستويات من 1 إلى 3 هي المستويات الشائعة والتي تأدي الخدمة النشيطة، في حين المستوى 4 يؤدي خدمة مدنية أما من مستواه بين 5 و7 فهو يعاني من مرض بدني أو نفسي أو إصابة بليغة ستسوء حالتها بعد سنتين من الخدمة النشيطة لهذا يتم اعفاءه من الخدمة.
الأوشام أيضا تخفض النقطة الممنوحة للملتحق لأن كوريا الجنوبية لازالت تعتبر رجال العصابات هم من يضعون أوشاما.

## تاريخها
بعد نهاية الحرب العالمية الثانية، وفرض العقوبات على ألمانيا والدول الحليفة لها. صارت أمريكا والإتحاد السوفياتي (روسيا حاليا) أكبر القوى العسكرية عالميا.
تفاديا لحرب بين الدولتين القويتين، بدأت الحرب الباردة بينهما، حيث تدعم كل دولة دولة معادية للدولة التي دعمت الأخرى، وهو ما سبب العديد من الحروب الأهلية.
من بين الدول التي راحت ضحية الحرب الباردة، شبه الجزيرة الكورية. دعمت أمريكا كوريا الجنوبية اقتصاديا وعسكريا. وكرد على هذا، قامت روسيا بدعم «كيم إل سونغ» وشجعته على تكوين دولة شيوعية معادية لنضام الدولة الرأسمالية.
كحليف للسوفيات، فصل كيم إل سونغ دولته عن كوريا وأعلن الحرب  الاسترجاع لجميع أراضي شبه الجزيرة الكورية، ودعمه الاتحاد السوفياتي عسكريا.

في البداية كان هناك انتصار كبير لكوريا الشمالية وقد أوشكت في ضرف سنتين على استرجاع جميع الأراضي. لكن أمريكا واليابان تدخلا عسكريا داعمين كوريا الجنوبية ضد القوات الموالية للسوفيات، لتصير أمريكا وحليفها الأول اليابان أشد أعداء كوريا الشمالية حتى وقتنا هذا. فبسبب أمريكا واليابان خسرت كوريا الشمالية نصف أراضي شبه الجزيرة الكورية.
كحل للنزاع قرر رئيس كوريا الجنوبية وقائد كوريا الشمالية حل المشكل عبر الحوار.
انتهى الحوار بالإتفاق على تشكيل جدار حاجز بين الدولتين لتفادي الغارات من الجانبين.يكون مراقبا من طرف الجيش من الجهتين.
رغم هذا الحل، لم تهدأ الأوضاع بين الجهتين، خاصة مع تواصل تطوير كوريا الشمالية للأسلحة، وتبادل إطلاق النار من وقت لآخر بين الجهتين.
أعلنت الدولتين بعد هذا عن قرار تجنيد إجباري للمواطنين الرجال لمدة 10 سنوات.
الشعب الكوري الجنوبي المتحرر عكس الشعب الكوري الشمالي الذي كان يقمعه نضام شيوعي عارض هذا القرار، وواصلت كوريا الجنوبية تخفيف المدة إلى أن صارت حاليا سنتين.
وليومنا لا تزال كوريا الجنوبية رافضة لقرار إلغاء التجنيد الإجباري خوفا من حرب محتملة بين الدولتين.